# Лев Фока Старший
Лев Фока Старший (грец. Λέων Φωκᾶς, д/н — бл. 919) — державний та військовий діяч Візантійської імперії.

## Життєпис
Походив з капподокійської знаті. Син військовика Никифора Фоки Старшого, який уславився походами на півдні Італії. Розпочав службу під орудою батька. Його просуванню кар'єрними щаблями сприяло одруження з дочкою паракоїмена Костянтина Барбароса.
Відзначився 913 року в придушенні заколоту Костянтина Дуки проти малолітнього імператора Костянтина VII. Невдовзі призначається на посаду доместика схол Сходу. Мав значний вплив на справи держави під час регентства імператриці Зої Карбонопсіни.
У 917 році очолив війська у війні проти Болгарії. Йому на допомогу відправлено флот на чолі із Романом Лакапіном. Також з півночі проти болгарського війська повинна була виступити печенізька орда. Але останні не прийшли на допомогу. До того ж інтригував Лекапін. У результаті Лев Фока у битві при Ахелої проти болгарського царя Симеона I зазнав нищівної поразки, ледве сам врятувався. Фока зібрав нову армію, але зазнав поразки того ж року у битві при Катасиртаї.
У цей час влада регентки похитнулася, тому Зоя Карбонаспіна планувала одружитися з Фокою. Останній, ймовірно, планував зайняти трон за малолітнього імператора. В результаті імператорський титор Теодор 919 року переконав Костянтина VII призначати новим регентом константинопольского патріарха Миколая Містика. Той невдовзі позбавив Льва Фоку посади доместика схол. Лекапін арештував союзника Фоки — Костянтина Барбароса. У березні Роман Лекапін захопив імператорський трон.
Місяць потому Лев Фока повстав, але доволі швидко виявилося, що він не міг контролювати загони, які стали переходити на бік імператорів Романа I та Костянтина VII. Згодом Льва Фоку було схоплено й засліплено. До кінця 919 року він помер. Рід Фок трохи більше ніж на 20 років був відсторонений від вищих посад.

## Родина
- Мануїл (д/н — 964/965) — полководець, зазнав поразки від арабів і загинув в бою на Сицилії.